# Llyn Tegid
Llyn Tegid, englisch Bala Lake, ist das größte natürliche Gewässer in Wales und liegt an der Ostgrenze des Eryri-Nationalparks. Der See ist 6,4 km lang, 1,6 km breit, bis zu 42 m tief und wird vom Dee durchflossen. Am Nordufer befindet sich die knapp 2.000 Einwohner zählende Stadt Bala. Entlang des Sees verläuft die Schmalspurbahn Bala Lake Railway.
Llyn Tegid ist berüchtigt für plötzlich auftretende Fluten. In seinen tiefen, klaren Wassern leben Hechte, Flussbarsche, Forellen, Aale und der nur hier vorkommende Gwyniad (Coregonus pennantii).
In der Walisischen Mythologie wird als namensgebende Gottheit für den See der Wassergeist Tegid Foel genannt. Nach einer lokalen Sage soll es im See ein Monster geben, das der walisische Nationalheld Owain Glyndŵr als „gelben Christenfresser“ bezeichnet und ihm vor der Schlacht von Pumlumon ein Pferd versenkt haben soll.